# Zygoballus sexpunctatus
Zygoballus sexpunctatus é uma espécie de aranhas-saltadoras endêmica no sudeste dos Estados Unidos.

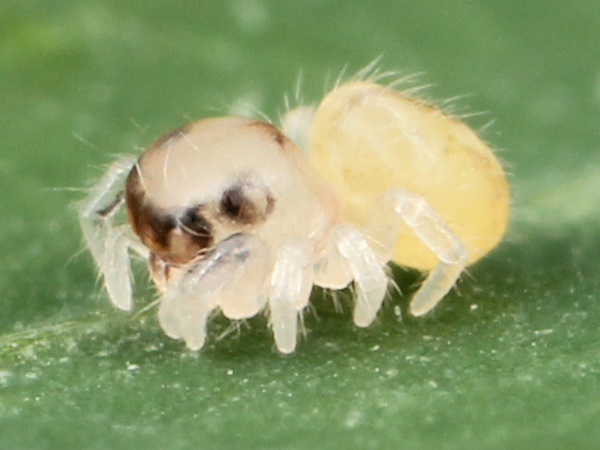
Larval stage
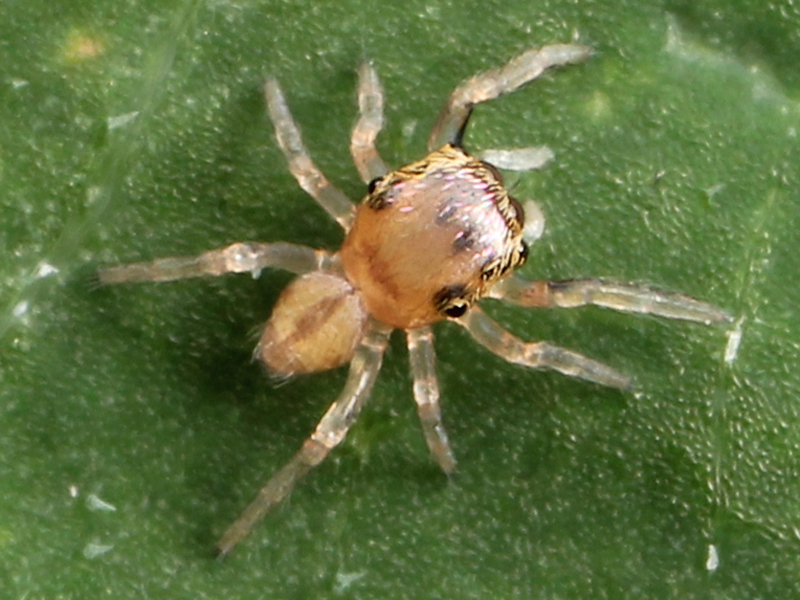
First instar